# Engelandvaarder

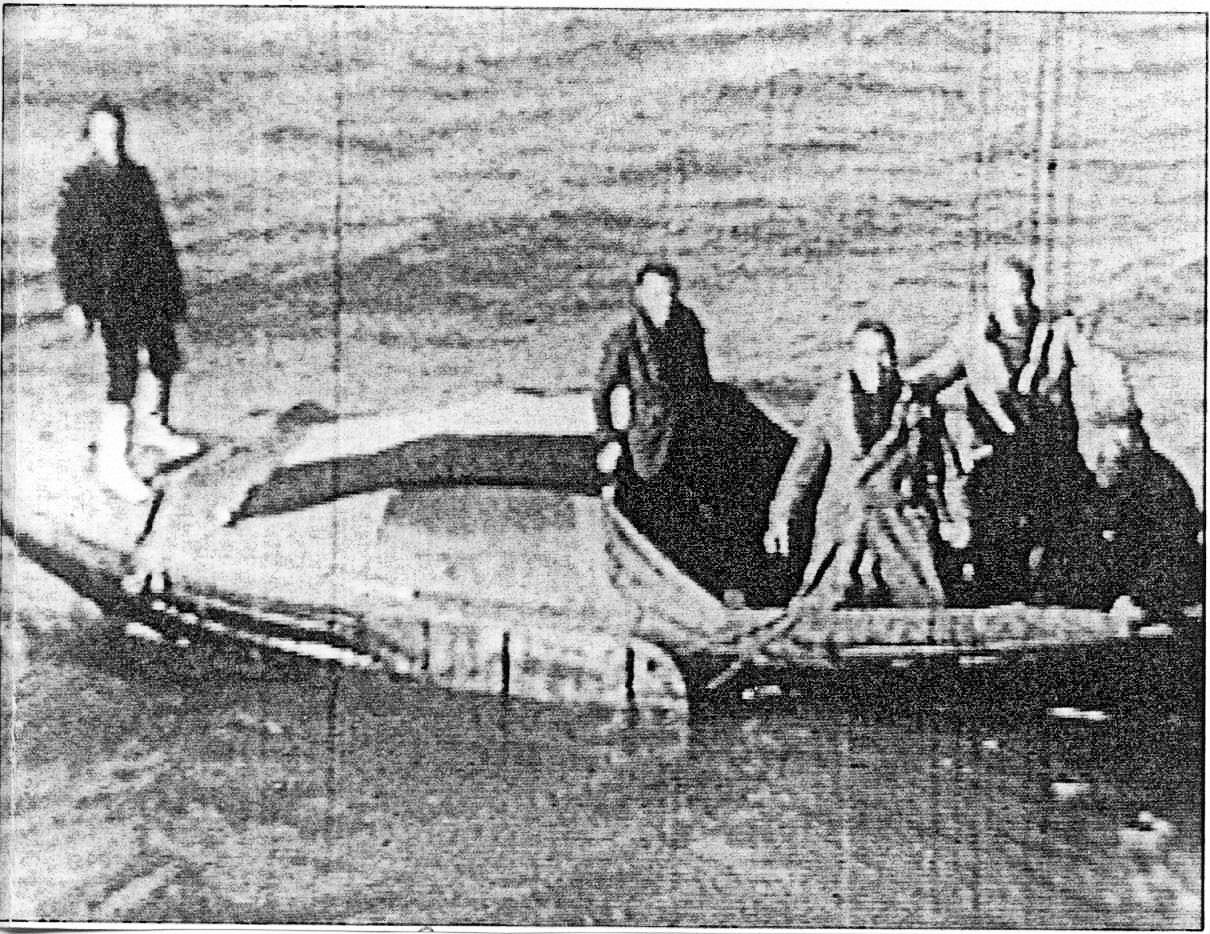
24 februari 1944 met v.l.n.r. Hein Fuchter (op de boeg), John Osten, Edzard Moddemeijer, Flip Winckel en Henk Baxmeier (aan het roer)

Engelandvaarder is in Nederland de erenaam voor alle mannen en vrouwen die tijdens de Tweede Wereldoorlog (1939-1945), na de capitulatie van de Nederlandse strijdkrachten op 15 mei 1940 en vóór de geallieerde invasie in Normandië op 6 juni 1944 (D-Day), uit bezet gebied wisten te ontsnappen met de bedoeling zich in Engeland of ander geallieerd gebied bij de geallieerde strijdkrachten aan te sluiten om actief aan de strijd tegen de vijand (Duitsland, Italië, Japan) deel te nemen.
Al op 14 mei 1940, na de capitulatie van Nederland, maar voordat IJmuiden werd bezet door een Duitse strijdmacht, vertrokken twaalf mensen in een reddingsroeiboot naar Engeland. Onder hen waren zeker enige vrouwen, een Nederlandse soldaat, de 18-jarige van afkomst Duits-Joodse leerling metaalbewerking en machinetechniek Dieter Heidenheim uit Amstelveen en een jurist uit Berlijn. De groep vertrok vanuit een IJmuider haven richting Engeland. Na zes dagen zuidwestelijk roeien en dobberen zonder kennis van de zee, wind en stroming, zonder kompas, met weinig water en voedsel, werd de uitgeputte groep opgepikt door destroyer HMS Malmson van de Royal Navy die pal daarna werd getroffen door Duitse bommen, maar toch na twee uur varen de haven van Dover kon bereiken. Men arriveerde er op 20 mei 1940. Op 14 mei 1940 vertrok eveneens per boot de Joodse jongeman Joseph Zwalf uit de gemeente Velsen vanuit IJmuiden succesvol naar Engeland.
In juli 1940 ontsnapten drie Nederlanders vanuit bezet Nederland en staken met een twaalfvoetsjol de Noordzee over naar Engeland. Zij werden Engelandvaarders genoemd. Na hen zagen nog meer Nederlanders kans Engeland te bereiken, niet alleen rechtstreeks varend of door de lucht, maar ook over land, via neutrale landen als Zwitserland, Portugal, Spanje en Zweden.
Ruim 1700 Nederlandse mannen en vrouwen zijn, na veel moeilijkheden te hebben overwonnen, in Engeland of ander geallieerd gebied aangekomen. Van hen kwamen er 332 bij de landmacht, 118 bij de luchtmacht, 397 bij de marine, 176 bij het KNIL, 164 bij de koopvaardij, 111 werden geheim agent en 129 kwamen bij de overheid in Londen.
Een groot aantal mannen en vrouwen is echter op weg naar Engeland omgekomen of werd gearresteerd. Enkelen werden gefusilleerd, de meesten werden naar een concentratiekamp afgevoerd. Sommigen slaagden erin daaruit te ontsnappen. Bram van der Stok, de succesvolste Nederlandse gevechtspiloot uit de Tweede Wereldoorlog, ontsnapte samen met Bodo Sandberg en vier andere Engelandvaarders uit het krijgsgevangenenkamp Stalag Luft III. Ze wisten de auto van de kampcommandant te stelen. Veel anderen vonden in een kamp de dood, slechts enkelen keerden na de bevrijding terug naar Nederland.
9 november is de Dag van de Engelandvaarder. In 2024 is de eerste Dag georganiseerd.

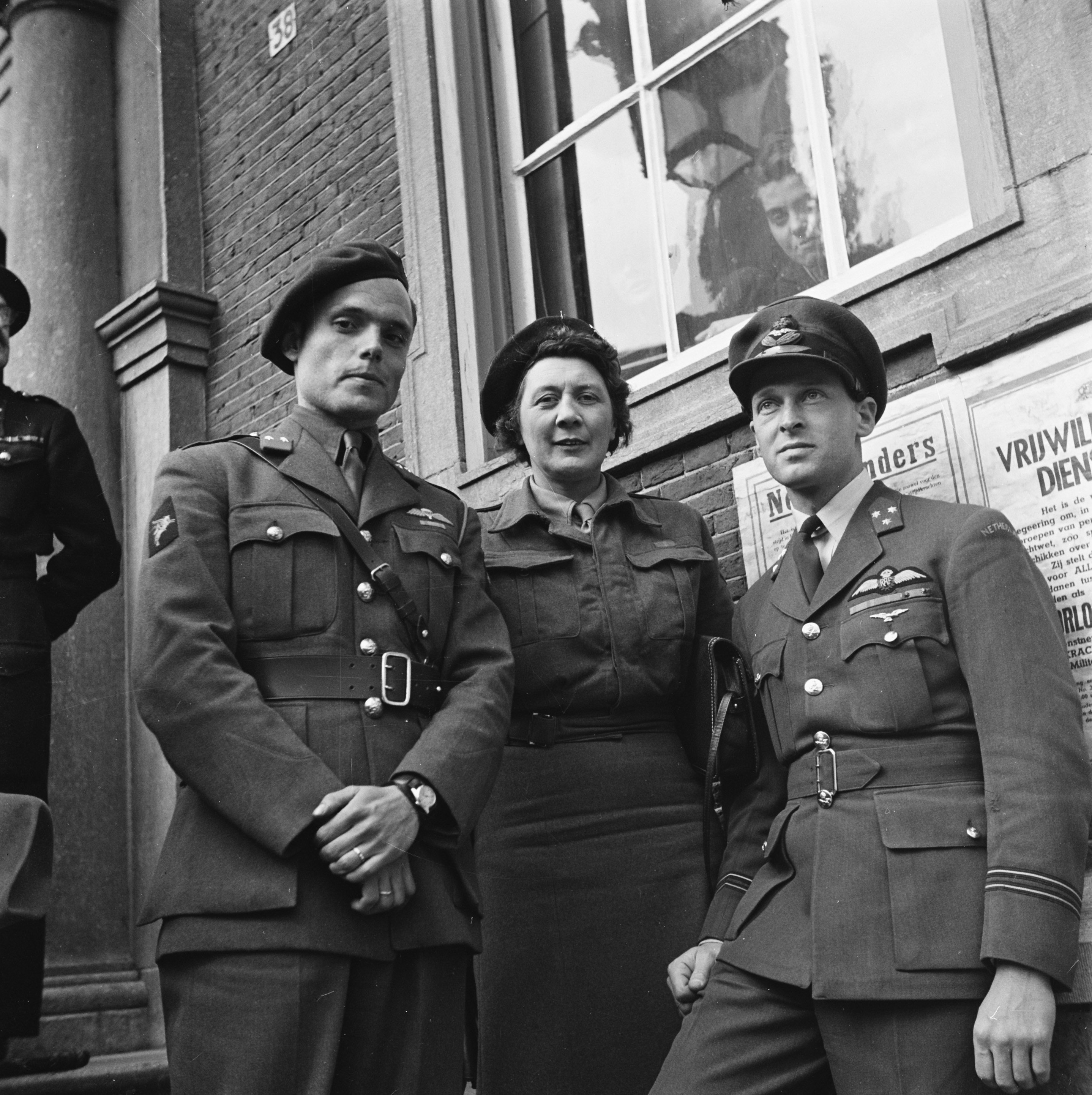
Bezoek van koningin Wilhelmina en prinses Juliana aan Breda in 1945. Adjudanten van koningin Wilhelmina, (Peter Tazelaar, Rie Stokvis, Erik Hazelhoff Roelfzema).

## Aantallen
Het exacte aantal Engelandvaarders zal nooit kunnen worden bepaald. De officiële registratie was vaak fragmentarisch en had geen grip op de vele Engelandvaarders die indirect in Engeland aankwamen. Agnes Dessing ging er in 2004 in haar proefschrift van uit dat er 1700 Engelandvaarders waren, een getal dat overeenkomt met de schatting van Loe de Jong. Onder hen waren minimaal 48 vrouwen. Bijna 1000 mensen hebben hun eigen ontsnapping geregeld, de anderen hadden contacten om met behulp van bestaande ontsnappingsroutes weg te komen.
Verder denkt Dessing dat minimaal 598 personen nooit zijn aangekomen. De meerderheid van de gestrande Engelandvaarders probeerde over de Noordzee naar Engeland te varen.
Geschat aantal Engelandvaarders uit andere landen:
- 30.000 uit Frankrijk
- 18.000 uit Denemarken
- 6.000 uit België
- 3 uit Italië

Begin 2024 heeft het Nationaal Archief de verhoren van aangekomen Engelandvaarders digitaal doorzoekbaar gemaakt. Hieruit komen de volgende gegevens: er kwamen in Londen 2101 Engelandvaarders aan (waaronder 67 vrouwen). Zij maakten gebruik van de volgende routes:
- 747 personen via de Zweedse weg
- 355 via Zwitserse Weg
- 686 via Frankrijk en over de Pyreneeën naar Spanje
- 187 via de Noordzee
- 38 via de Oostelijke route
- 88 overig/onbekend

## Definities
De in de aanhef gebruikte definitie van Engelandvaarder werd bepaald door de Stichting Genootschap Engelandvaarders (Beschermheer van het Genootschap was Prins Bernhard).
De definitie die gehanteerd wordt door het Nationaal Archief, waar de dossiers van de Engelandvaarders liggen opgeslagen, luidt:

Onder Engelandvaarder wordt verstaan de toenmalige Nederlander of Nederlandse onderdaan die na de capitulatie van Nederland op 14 mei 1940 (Zeeland een aantal dagen later) en uiterlijk op 6 juni 1944 (D-day) tegen de wil van de vijand uit enig bezet gebied behorende tot het Koninkrijk der Nederlanden zoals zich dat bij het uitbreken van de Tweede Wereldoorlog heeft uitgestrekt, dan wel enig ander door de vijand bezet of vijandelijk gebied heeft verlaten met de bedoeling een persoonlijke bijdrage te leveren aan de geallieerde oorlogsvoering.

Frank Visser, zelf een Engelandvaarder, definieerde een Engelandvaarder als "iemand die tijdens de Tweede Wereldoorlog tegen de wil van de vijand uitweek van zijn/haar door de vijand bezette land naar geallieerd gebied met het oogmerk zich in dienst te willen stellen van de geallieerde strijdkrachten voor de verdere duur van de wereldoorlog en die dit oogmerk aan de geallieerden kenbaar heeft gemaakt met aanvaarding van alle daaruit voortvloeiende persoonlijke gevolgen".

## Redenen
De redenen om naar Engeland uit te wijken waren legio:
- sommigen wilden actief deelnemen aan het verzet tegen de Duitse bezetter;
- anderen namen de vlucht voor de Duitse autoriteiten - dat gold ook voor Joden en Roma en Sinti;
- militairen voelden zich, ondanks de capitulatie, verplicht de strijd voort te zetten;
- studenten zochten het avontuur;
- de regering in ballingschap vond mensen onmisbaar en haalde ze naar Engeland.

## Routes

### Over de Noordzee
In de meest uiteenlopende vaartuigen is geprobeerd de overtocht naar Engeland te maken. Voor zover bekend zijn ongeveer 95 pogingen ondernomen om de oversteek te maken vanuit ongeveer 40 vertrekpunten. Er zijn 31 overtochten geslaagd waarbij minimaal 204 personen betrokken waren, inclusief zeven buitenlanders, dat wil zeggen drie neergeschoten piloten en vier Georgiërs, die de Opstand van de Georgiërs op Texel ontvlucht waren. De eerste pogingen werden in te grote schepen ondernomen, waardoor ze op zandplaten vastliepen of door de Duitsers gezien werden. De latere schepen waren kleiner en werden voorzien van een motor. Dat betekende dat er brandstof gestolen moest worden. Er moest ook sterke mankracht aan boord zijn om door de branding te roeien. Ook zeeziekte, zonnebrand, voldoende eten en drinken waren een groot probleem. Naar Engeland werd gevaren vanuit Cocksdorp, de Hondsbossche Zeewering, IJmuiden, Noordwijk, Katwijk, de Wassenaarse Slag, Scheveningen, Hoek van Holland en de Hollandse en Zeeuwse rivieren. Hiervoor werden vooral vissersschepen, reddingsboten en -sloepen, vletjes en zelfs kano's gebruikt. Naast de kortste route over de Noordzee waren er ook routes via Zuid-Europa en via Zweden.
Op 16 maart 1941 vluchten de Scheveningse vissersjongens: Leen Bruin, Jacob Vrolijk, Henk Westerduin, Krijn Kleijn, Hugo van Roon, Marinus den Heijer en Jacob de Reus met de garnalenvlet Anna KW 96 naar Engeland. Allen namen dienst in de Koninklijke Marine en overleefden de oorlog. Marinus den Heijer trouwde in Engeland en woonde daar tot aan zijn overlijden op 9 december 2017.

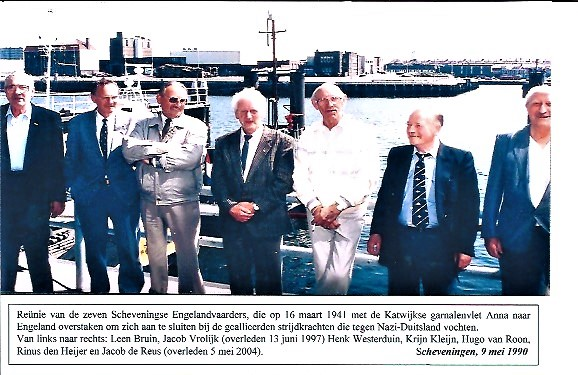
Reünie Scheveningse Engelandvaarders in 1990

Op 15 februari 1942 ging Jo Buizer in IJmuiden als verstekeling aan boord van de stoomtrawler IJM 118 Beatrice, samen met Jan de Haas en Ab Homburg, voor wie het de tweede ontsnapping was. Op volle zee wisten ze onder dreiging van hun vuurwapens de schipper Machiel Grootveld te overreden de steven naar Engeland te richten. Zij kwamen veilig in Engeland aan.
Op 21 maart 1942 ging Johannes Frans Goedhart, broer van Gerrit Jan van Heuven Goedhart, samen met Max en Bernard Meijers, Frederick Spitz, Wilhelmus Blomme, Cornelis Grashoff, de Tsjechische professor Prof. J.L. Fischer, Mikta Baum en Carl Zellemeyer vanuit Biersum de oversteek wagen.
Vanaf het begin was de gehele operatie verraden door Henk Luyendijk, een NSB'er met contacten bij de Wehrmacht. Vlak voor vertrek werd de boerderij waar men was verzameld omsingeld door de Duitsers. Alleen Fischer wist zich te verstoppen in een lege aardappelkist in een donker gangetje en was daardoor in staat na de oorlog tegen Luyendijk te getuigen. Frederick Spitz was achtergebleven in Rotterdam.
Na een schertsproces werd over Jan Goedhart een dubbel doodvonnis uitgesproken in verband met zijn wapenbezit én het bezit van geheime informatie die hij naar Engeland wilde smokkelen. Ook Max en Bernard Meijers, Mikta Baum en Carl Zellermeyer, die van joodse huize waren, werden ter dood veroordeeld. De vijf Engelandvaarders werden 15 augustus 1942 gefusilleerd. Waar is tot op heden niet duidelijk. Er wordt gesproken over de Waalsdorpervlakte bij Den Haag, en het oefenterrein Crailo in de buurt van Laren/Blaricum. Isaac Bravenboer, die de boot had geleverd, kwam 13 april 1943 om in het concentratiekamp Buchenwald.
Op 7 april 1942 vertrok de stoomlogger KW 134, Katwijk II, vanuit IJmuiden ter visserij. Voordien hadden, geheel onbekend aan de bemanning, een echtpaar - Felix Nauta en Elly Nauta-Moret - en zes mannen zich in een der ruimen verborgen. Ook zij bereikten Engeland.
Op 29 augustus 1942 week de bemanning van de spionagelogger KW 110, vertrokken vanuit IJmuiden, met haar schip uit naar Engeland. De bemanning bedreigde en overmeesterde de Duitsgezinde schipper Pieter Grootveld sr. en de aan boord zijnde, door de Duitse Abwehr opgeleide vertrouwensman, Johannes A. Dijkstra. Het gekaapte schip bereikte het Engelse West Hartlepool. Schipper Grootveld en de V-Mann Dijkstra werden voor de verdere duur van de oorlog geïnterneerd op het Britse eiland Man.
Op 29 april 1943 werden Engelandvaarders Hein Kaars Sijpesteijn, Jan Bartlema en zijn vrouw Yvette Bartlema-Sanders, Hein Louwerse en Henning Meyer door schipper Kees Koole en zijn schip, de Nooit Volmaakt, via de Schie en over de Brielse Maas naar een kreek bij Brielle gebracht. De passagiers stapten in hun vlet, de Yvette, roeiden naar zee, deden de motor, zeilden een stuk en bereikten op 2 mei de Engelse kust. Daar werden ze opgemerkt door een konvooi. Ze streken hun zeil en hesen de Nederlandse vlag. Het konvooi bleek uit Engelse schepen te bestaan. Ze werden aan boord genomen en werden bij Sheerness aan wal gezet. De Yvette is bewaard gebleven en sinds 1964 te zien in Oorlogsmuseum Overloon.
In 2012 zijn Ben Stoel en Chiel van Bakel in een kano naar Engeland overgestoken, als eerbetoon aan de overtocht van de broers Peteri. Op maandag 21 april 2014 vertrok een kopie van de Yvette, de 'Yvette II', richting Engeland voor een vergelijkbaar eerbetoon. Op woensdag 23 april kwam Yvette II behouden in Ramsgate aan.

### Zuidelijke route
De zuidelijke route ging via België en Frankrijk naar Spanje (sommigen trokken via Frankrijk of Duitsland naar Zwitserland en vandaar naar Spanje). Het was veiliger om via de zogenoemde zuidroute te gaan dan over het Kanaal, en er waren geen speciale spullen nodig zoals boten. Het grootste probleem was de grenscontrole. In het begin moesten er speciale papieren worden vervalst maar later kwamen er groepen die mensen over de grens smokkelden. Hier waren ook nadelen bij, zo kon de groep verraden worden door een van de medereizigers. Soms ging het mis wanneer de groep onderling Nederlands sprak in het bijzijn van onbekenden. Een ander probleem was dat sommige mensen geen woord Frans spraken of bijvoorbeeld niet over Frans geld beschikten. Een oplossing voor het gebrek aan kennis van de Franse taal was die van een jongen die in zijn paspoort had laten drukken dat hij doof was zodat er geen enkele Fransman tegen hem praatte. Een ander nadeel van de zuidroute was dat het zo lang duurde. Ook als je in Spanje aangekomen was duurde het soms nog maanden om over te vliegen naar Engeland. De kortste tijd was in vijf dagen naar Spanje en in drie maanden naar Engeland. Zo snel ging het echter zelden. Het gemiddelde was een jaar en drie maanden maar het kon ook oplopen tot twee jaar. Meestal werd er gebruikgemaakt van de trein. Hierbij kwam als probleem dat er veel werd gecontroleerd aan de grens. Er werd hiertegen veel creativiteit uitgeoefend. Er waren mensen die onder zakken aardappels gingen liggen. Anderen gingen in de wielbakken van treinen liggen. Ook waren er mensen die uitstapten bij de grens, langs corrupte douane de grens overstaken en dan weer in de trein stapten. Het moeilijkste punt om Europa door te komen was de grens tussen het bezette deel van Frankrijk en het niet bezette deel (Vichy-Frankrijk). De grens was een rivier en op elke brug stond een Duitse patrouille. Veel mensen zwommen naar Vichy-Frankrijk.
Als dat alles was gebeurd moest je nog Spanje binnen zien te komen. Voor Spanje had je een Spaans visum nodig en dit kon je alleen krijgen als je het visum van Frankrijk liet zien. Maar omdat het eerste allang verlopen was of omdat ze die nooit gehad hebben konden ze Spanje niet in komen. Een oplossing voor dit probleem was het maken van valse papieren. Als je deze papieren had moest je nog de Pyreneeën over. Dit werd meestal gedaan met 30 man en onder begeleiding van een gids die daar ook weer geld voor vroeg. De mensen moesten soms zelfs tot drie kilometer hoogte gaan, omdat het laaggelegen gedeelte van de Pyreneeën werd gecontroleerd door Duitse soldaten. In Spanje werden ze toch nog vaak opgepakt en in een kamp in Miranda de Ebro ondergebracht. Als ze in Spanje vrij waren konden ze ervoor kiezen om naar Gibraltar te gaan of naar het neutrale Portugal. Vanaf hier vertrok er een KLM-vlucht. Een overtocht per boot was ook mogelijk.
De volgende Engelandvaarders maakten gebruik van deze route: Bodo Sandberg, Pierre Louis d’Aulnis de Bourouill, Gerrit Jan van Heuven Goedhart, Daniël de Moulin, Rudi Hemmes, Reijer Abraham Grisnigt, Louis van den Bossche, Garrelt van Borssum Buisman, George Frans Hooijer, Peter Tazelaar, Maarten Cieremans, Jan de Hartog, Han Langeler, Vic Lemmens, Sam Timmers Verhoeven, Chris van Oosterzee, Boy Thomann, Ben Buunk, Leo Hendrikx, Jan (Johan Hendrik) Athmer, Charles Pahud de Mortanges.

### Via Zweden
Een andere manier om in Engeland te komen was om via Zweden te reizen. Dit was de veiligste route. De mensen die dit deden gingen met een schip naar Zweden. Maar als ze in Zweden kwamen duurde het nog lang om in Engeland te komen. Het vliegtuig vloog niet direct naar Engeland maar er moesten lange omwegen gemaakt worden. Een paar van deze routes waren via Moskou, Teheran, Bombay, Kaapstad en Canada naar Engeland. Of via Moskou, Wladiwostok, Japan en Canada. Dit kon slechts zolang de Sovjet-Unie neutraal bleef. In het begin van de oorlog viel het wel mee om een plekje te krijgen op zo’n schip, maar hoe langer de oorlog duurde, hoe beter de controle werd. Een tactiek van de Duitsers was om de schippers met hun gezin te bedreigen en hen wat aan te doen als ze Engelandvaarders aan boord hadden. Soms hadden mensen geluk als ze in Zweden aankwamen. Dit hadden ze als een Amerikaanse bommenwerper gestrande piloten kwam ophalen. Normale mensen kwamen hier echter nooit mee in aanraking, omdat de mensen die belangrijke informatie hadden voorrang kregen.
- De Scheveningse vissersjongens Adrie Pronk en Gerrit Bal zijn in 1942 via de Nederlandse consul in Norrköping met een vliegtuigje naar Engeland gevlucht. Beiden werden ingescheept op het Nederlandse fregat Hr. Ms. Johan Maurits van Nassau.

Het verhaal van Adrie Pronk is opgetekend in het boekje: Engelandvaarder Adrie Pronk, van vissersjongen tot marineman. ISBN 978-90-815442-1-4 (2010)

### Door de lucht

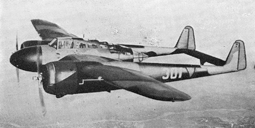
Fokker G.1

De snelste route was door de lucht. Het record staat op naam van 1e luitenant-vlieger T.H. Leegstra en Ir P.J.C. Vos (1903-1947). Beiden hadden in Zeist gevangen gezeten en moesten toen kiezen tussen de Duitse Arbeidsdienst of hun vroegere baan. Ze kozen om naar Fokker terug te keren. De fabriek van Fokker aan de Papaverweg was al door de Duitsers overgenomen. Leegstra was verantwoordelijk voor de landvliegtuigen bij Fokker. Piet Vos werkte op Schiphol en had als directielid veel contacten met de Duitsers.
In het weekend speelden ze golf op de toen tien jaar oude Amsterdamse Golf Club, daar vertelde Leegstra aan zijn vriend dat hij op 6 mei 1941 wilde vertrekken. Als Vos meewilde, moest hij regelen dat hij op Schiphol was. Samen kregen zij op 5 mei 1941 toestemming van de Duitsers om voor een testvlucht in een G.1, een jachtkruiser van Fokker, op te stijgen. De reguliere Duitse testpiloot Emil Meinecke zou in de andere G.1 meegaan. Ze deden wat stunts boven het IJsselmeer en toen Leegstra de kans kreeg vloog hij een wolk in en verdween naar Engeland. Meinecke raakte hem kwijt en dacht dat hij verongelukt was. De Duitsers zochten naar het verloren vliegtuig en verhoorde de familie van Leegstra, zonder resultaat.
De G.1 was met Duitse hakenkruisen beschilderd, wat bij de Engelse kust verwarring opleverde. Leegstra ontweek drie Hurricanes maar werd later vanaf de grond door hagel beschoten. Na hun landing werden Leegstra en Vos gearresteerd en naar de gevangenis in Lowestoft gebracht. Hun overtocht had slechts 40 minuten geduurd.
Op 6 mei 1941 werd door 2e luitenant-vlieger Govert Steen, Wijbert J. Lindeman (vliegtuigmonteur bij Fokker), Jhr Jan Beelaerts van Blokland en Boomsma een Fokker T.VIIIw watervliegtuig uit de Minervahaven gekaapt. Over de Hembrug verlieten zij de haven. Aan de Hollandse kust werden ze beschoten maar niet geraakt. Bij het naderen van de witte rotsen bij Dover werd de T.8 weer beschoten en wel geraakt. Ze landden zo snel mogelijk. Hun reis van 240 kilometer had 45 minuten geduurd. Bij het verlaten van hun vliegtuig zwaaiden zij met de Nederlandse vlag om vergissingen te voorkomen. Lindeman kreeg het Bronzen Kruis. Govert Steen werd vlieger bij het 129 Squadron Fighter Command en sneuvelde op 5 juni 1942 bij Octeville in Frankrijk. Beelaerts werd commandant van de Prinses Irene Brigade.

### Andere mogelijkheden
- Erik Hazelhoff Roelfzema en Peter Tazelaar hebben het geluk gehad te kunnen ontsnappen aan boord van de St Cergue, die in Rotterdam lag. Aan boord ontdekten ze Bram van der Stok, die zich ook had verstopt.
- Maarten Cieremans en Ewoud Doerrleben bereikten, net als Wim Hoogewerff, in 1944 Engeland door Italië waar zij na een voetreis door de oprukkende Amerikanen in Rome werden bevrijd en per Brits troepenschip van Napels naar Glasgow vervoerd.

## Aankomst in Engeland
De Britten wilden er heel erg zeker van zijn dat er geen spionnen het land in kwamen. Dus werd iedereen langdurig verhoord door de Britse geheime dienst, de MI5. Veel mensen verwachtten met gejuich te worden ontvangen, maar ze mochten geen contact hebben met de buitenwereld. Dit was voor velen een grote teleurstelling. Daarboven kwam ook nog dat alle bezittingen afgenomen werden en nauwkeurig werden gecontroleerd. Als dit alles erop zat begon het ondervragen pas echt. Dit gebeurde in hun eigen taal: het Nederlands dus. Ze werden ondervraagd over hun reis naar Engeland en dit werd gecheckt. Als dit niet naar tevredenheid werd beantwoord werden er vragen gesteld over details. Als iemand heel gemakkelijk in Engeland was gekomen, ontstond er al snel wantrouwen bij de ondervrager.
Als iemand gemakkelijk Engeland in was gekomen, maar door de controle was gekomen, werd hij daarna meestal toch gemeden door zijn landgenoten omdat er toch nog gedacht werd dat hij misschien een spion was. Sommige mensen hoefden deze procedure, die zeven dagen duurde, niet te ondergaan. Zij konden gelijk door. Dit waren mensen van wie de Britten al zeker wisten dat ze geen spionnen waren, onder meer neergestorte piloten en mensen met geheime informatie voor de Britse regering.
Nadat de Britse regering klaar was met de controle, kwam de Nederlandse regering hetzelfde doen. Zij was vooral geïnteresseerd in de foute Nederlanders en in het verzet in Nederland. Er waren drie mensen die als onbetrouwbaar werden gezien. Twee waren lid van de NSB. Zij mochten niet meer in militaire dienst of op een schip werken. De derde werd ervan verdacht dat hij een spion was en werd na veroordeling geëxecuteerd.
De Engelandvaarders genoten groot respect bij koningin Wilhelmina en werden bij haar op bezoek uitgenodigd, aanvankelijk ieder apart, later in groepen. Koningin Wilhelmina boog voor de Engelandvaarders. Dit laat nogmaals zien hoe zeer Wilhelmina hen respecteerde.
Veel Engelandvaarders waren militairen die na aankomst in Engeland zo spoedig mogelijk bij hun wapen werden ingedeeld. Voor de anderen waren er meer mogelijkheden. Degenen met de dienstplichtige leeftijd moesten dienst nemen in de Prinses Irene Brigade, die tevens werd ingezet bij de bevrijding van Nederland. Anderen werden opgenomen in het KNIL of werden anderszins ingezet voor de Nederlandse oorlogsvoering. Anderen werden ingelijfd bij het Bureau Inlichtingen (B.I.) of het Bureau Bijzondere Opdrachten (B.B.O.), de beide diensten die vrijwilligers als geheime agenten naar Nederland zonden.
Niet alle Engelandvaarders kwamen hier overigens voor in aanmerking. Er waren er velen die niet in aanmerking kwamen voor militaire dienst of actief inlichtingenwerk: zij werden afgekeurd vanwege hun leeftijd of om andere reden. Voor hen was er werk in de Engelse oorlogsindustrie of bij de Nederlandse regering in ballingschap, wat ook hen onmisbaar maakte voor de oorlogvoering. De ondervraging werd gedaan door Oreste Pinto van de Politie Buitendienst (PBD).

## Bereikte resultaten
De Engelandvaarders zijn niet voor niets naar Engeland gekomen. Ze wilden actief deelnemen aan de oorlog. De meeste gingen in militaire dienst. Sommige werden geplaatst in een departement door hun opleiding of hun achtergrond. Zij leverden een bijzondere dienst aan de geheime dienst. 108 van de Engelandvaarders werden gedropt in Nederland als geheim agent voor de Engelse geheime dienst. De Engelandvaarders waren hier prima voor geschikt omdat ze Nederlanders waren en ze Nederland dus heel goed kenden. Veel van de Engelandvaarders werden ingezet bij de invasie van Normandië tijdens D-Day. Dit deden ze terwijl ze bij de Prinses Irene Brigade in dienst waren. Ze hebben veel goed werk gedaan voor de bevrijding van Nederland en ze worden daarom nu nog geëerd.

## Mislukking door verraad

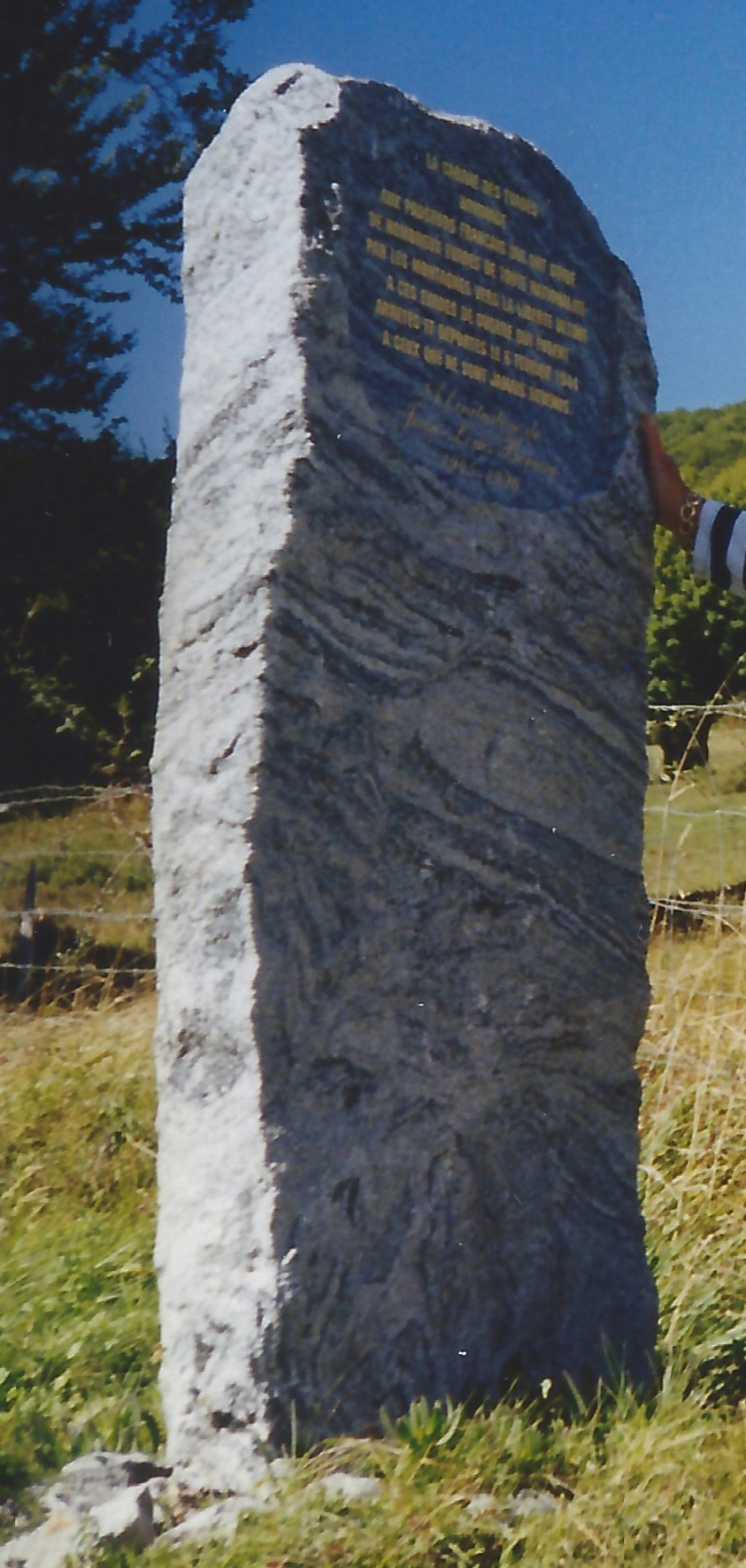
Col de Portet d'Aspet - Stèle

Het verraad van 12 Engelandvaarders op zondag 4 januari 1942 is door Agnes Dessing niet opgenomen in haar publicatie Mislukte pogingen, wellicht vanwege een algehele onbekendheid daarvan of door het ontbreken van details. Het ging om Albert Beek, Philip Beek, Jan de Brabander, Eddie Diamant, de broers Leo Fonteijn en Simon Fonteijn, Jan Willem de Korver, Albert Levy, Alexander Mazei, Siegfried Seemann, Simon van Wieringen en zijn vader Willem van Wieringen. Slechts twee hunner overleefden de concentratiekampen. Opmerkelijk is het gegeven dat deze twee jonge mannen, Jan de Brabander en Jan Willem de Korver, niet joods waren, wat echter niet wil zeggen dat zij daardoor overleefden. Ook zij hebben zwaar geleden.
De val werd opgezet door een verrader en dit met de hulp van twee Haagse politiemensen. Vader Van Wieringen had contact gezocht met Aalbert de Jong, een Scheveninger die getrouwd was met Käthe Weiss, een vroegere Duitse dienstbode van de later in Scheveningen woonachtige joodse familie Van Wieringen. De Jong werd de verrader door enerzijds op verzoek van Van Wieringen een schip, HD 220 te regelen waarop de twaalf mannen in die nacht in de haven van Scheveningen konden worden ingescheept voor vertrek, terwijl De Jong anderzijds de Duitse handlangers Marten Slagter en Leo Poos van dit vertrek op de hoogte stelde. De schepelingen werden dan ook gearresteerd en via het 'Oranjehotel' te Scheveningen gedeporteerd naar verschillende Duitse concentratiekampen.
Het verraad bij Col de Portet-d'Aspet, waarbij een konvooi van 24 vluchtelingen - waaronder Engelandvaarders - werd verraden en overvallen, is wel In de publicatie van Agnes Dessing opgenomen. De meeste Engelandvaarders werden afgevoerd, waarvan er minsten zeven in een concentratiekamp omkwamen. Een klein aantal, waaronder Vic Lemmens, Han Langeler, Sam Timmers Verhoeven en Chris van Oosterzee, zag kans te ontsnappen. Op de Col is ter nagedachtenis van de moedige Franse berggidsen en de slachtoffers van het verraad een monument opgericht.

## Herdenking

### Plaquette Engelandvaarders

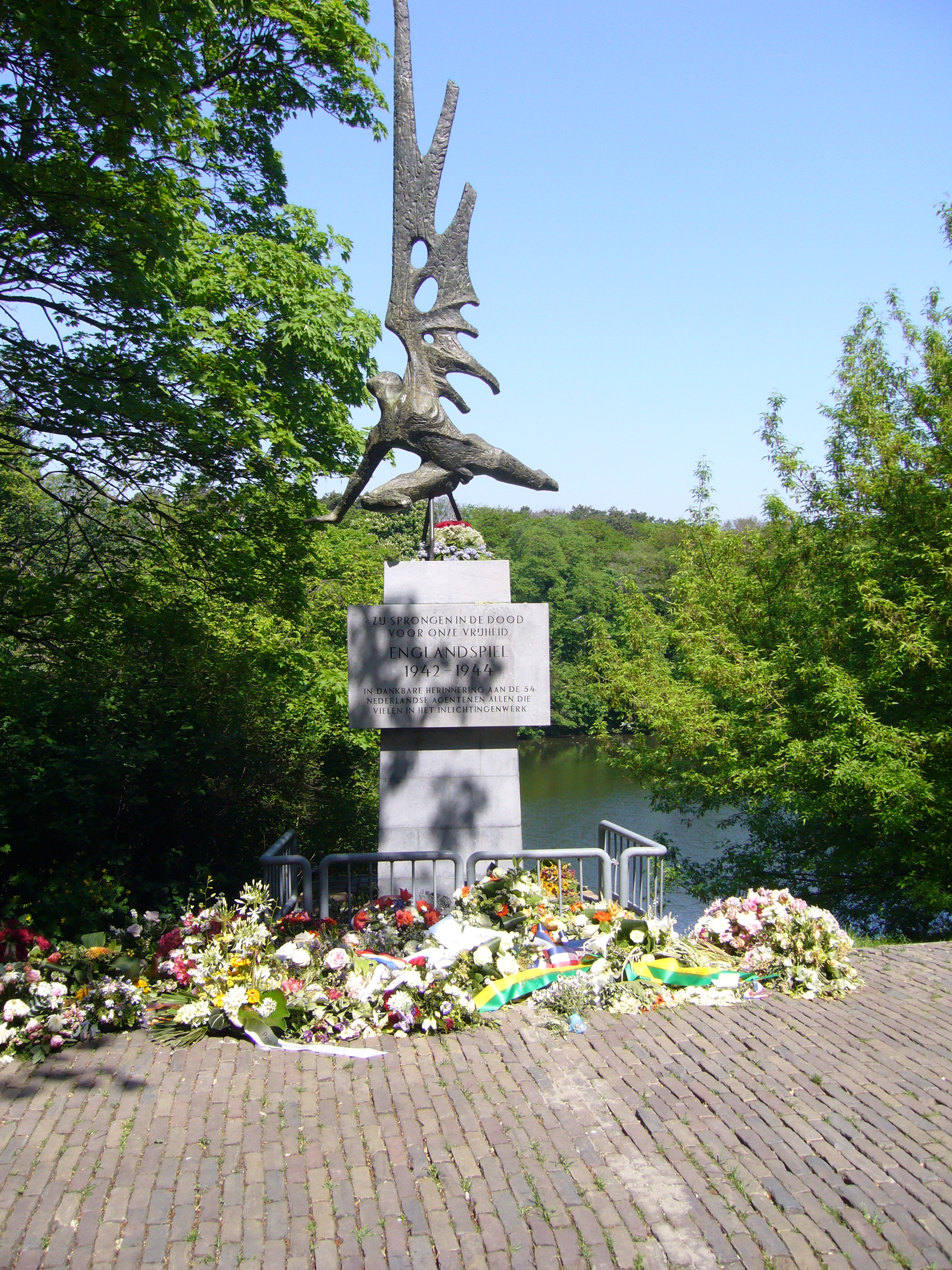
Monument Englandspiel in het Van Stolkpark in Den Haag

In Scheveningen is een plaquette die herinnert aan de landingen die Engelandvaarders maakten. De plaquette was zeer vervuild en werd in 2008 door de gemeente Den Haag schoongemaakt. De tekst is in het Engels en herinnert aan de activiteiten van Erik Hazelhoff Roelfzema, Chris Krediet en Peter Tazelaar in 1941 en 1942. De plaquette is bevestigd op de reling van de boulevard, ter hoogte van het Kurhaus, waar zij verschillende landingen uitvoerden om radioapparatuur aan land te brengen. Zo kon contact verbeterd worden tussen de Nederlandse regering in Londen en het verzet in Nederland. De plaquette is op 24 april 2003 onthuld door de voorzitter van de Stichting Genootschap Engelandvaarders, de generaal-majoor R.W. Hemmes en Erik Hazelhoff Roelfzema, en is ook een eerbetoon aan alle andere Engelandvaarders.
Voor wat betreft het Englandspiel (zie afbeelding hiernaast) het volgende. Dit werd niet uitsluitend verpersoonlijkt door lieden uit de rijen der Engelandvaarders zoals door sommigen wel wordt verondersteld. Vast staat wél dat aantallen hunner bij dit spionagenetwerk betrokken zijn geweest en daarbij door verraad het leven hebben gelaten.

### Museum Engelandvaarders
Op 4 september 2015 wordt het Museum Engelandvaarders in Noordwijk geopend op initiatief van Jos Teunissen van Erfgoed Leidschendam en Engelandvaarder Eddy Jonker, die in 1943 per bootje naar Engeland ging en vervolgens bij de RAF kwam. Het museum is in een voormalige munitiebunker van het Atlantikwall complex aan de Bosweg. Het Atlantikwall Museum Noordwijk gebruikte deze bunker eerder, maar is verhuisd naar bunkers die iets verderop liggen.

### Yvette
Sinds 1964 is de Engelandvaardersboot Yvette opgenomen in de expositie van Oorlogsmuseum Overloon, als eerbetoon aan alle Engelandvaarders en om het verhaal van de Engelandvaarders te blijven vertellen. De Yvette is, samen met de (incomplete) kano van de gebroeders Peteri, de enige Engelandvaardersboot die bewaard is gebleven.

### Monument in Katwijk
Sinds juni 2017 staat bij de Boulevard in Katwijk aan Zee een monument voor Engelandvaarders, met een door Jurriaan van Hall gemaakt beeld Freedom Forward van twee mannen in een kano.

## Verder lezen
- A.M.F. Dessing: Tulpen voor Wilhelmina. Proefschrift Universiteit Amsterdam. ISBN 9035126408 (2004).
- Jan Bruin en Jan van der Werff: Vrijheid achter de horizon. Engelandvaart over de Noordzee 1940/1945. ISBN 90 410 05943 (1998)
- Frank Visser: De Schakel, de geschiedenis van de Engelandvaarders, ISBN 90 235 8094 X. (1976)
- Geschiedkundige Vereniging Die Haghe Jaarboek 2011. Verraad in Scheveningen Piet Spaans. Blz.112 e.v. ISSN 0923-2931 (2011)
- Maarten Cieremans "De ene voet voor de andere, Verhaal van een Engelandvaarder die geheim agent werd." ISBN 90 261 0697 1. (1994)
- Wij zijn niet bang, tenminste, niet erg. Het Engelandvaardersdagboek van Daniël de Moulin H. Faber & P. Stolk (Eds.) (2006, Stichting DdM. 2015, DdM Works) ISBN 978 90 90 204697
- Spion van Oranje. Het oorlogsverhaal van Engelandvaarder Bram Grisnigt. Bram de Graaf. 2016. ISBN 978 90 263 35396
- Megan Koreman: "Gewone Helden - De Dutch-Paris ontsnappingslijn 1942-1945", Boom uitgevers Amsterdam ISBN 9 789058 755568 (2016)
- Eduard Jacob Rosen Jacobson: De Sprong, Herinneringen 1940 - 1945. ISBN 9789082164312. Uitgeverij Verloren te Hilversum, 2015. Het oorlogsverhaal van de vlucht uit Nederland in 1942 van 2 Joodse broers, de levensreddende sprong uit een trein, en na vele omzwervingen de aankomst in Engeland.
- Eddy de Roever: "Zij sprongen bij maanlicht". De geschiedenis van het Bureau Bijzondere Opdrachten en de Agenten Londen 1944 - 1945. ISBN 9060453891 1985
- Mart Benders, Leraar in oorlogstijd. Reconstructie van een vader (Karakter Uitgevers B.V..Uithoorn, 2019) (Over Dieter Heidenheim)
- Marian Rijk (2025) De lange weg naar Londen. Het verhaal van Engelandvaarder Charles Pahud de Mortanges. Ambo|Anthos.